# Alexander Wagner (Künstler)
Alexander Wagner (* 1978) ist ein deutscher bildender Künstler. Sowohl die Malerei als auch die Zeichnung nehmen eine zentrale Rolle in seinem künstlerischen Gesamtwerk ein. In seinen Arbeiten greift Wagner stets auf eine geometrische Formensprache zurück, die in ihrer Komposition reduziert und abstrahiert aufgebaut ist.

## Leben und Werk
Sein Studium an der Universität der Künste Berlin schloss Alexander Wagner im Jahr 2006 als Meisterschüler ab. Bereits einige Zeit vor Studienende nahm Wagner an Gruppenausstellungen in Berlin, Zürich und Istanbul, sowie weiteren Gruppenausstellungen in den USA und Italien teil.
Alexander Wagner setzt sich in seinen Arbeiten überwiegend mit Malerei auseinander. So haben etwa Zeichnungen, Aquarelle, Siebdrucke, Gouache- und Acryl-Bilder einen festen Platz Wagners Repertoire. Besonders durch ihre Formsprache zeichnen sich die Arbeiten des Künstlers aus. Er wählt u. a. schlichte geometrische Formen und überträgt diese auf seine Sujets, „oder eben auch auf die Bildmotive, die von sich aus keinerlei Geometrie besitzen, wie zum Beispiel Wolken oder Regen“, wie Friedrich Meschede erklärt hat. Wagners Werke wirken so auf etwas Wesentliches reduziert und nutzen dabei die Farben als Ausgangspunkt. Interessant ist zudem die Herangehensweise an die Formen in seinen Arbeiten. So hat Alexander Wagner beispielsweise Fotografien angefertigt, auf welchen eine zufällige Geometrisierung in Form eines alltäglichen Gegenstandes zu erkennen ist. Diese wiederum können als Basis für eine Zeichnung dienen, bei welcher im Gegensatz zu einer Fotografie „die sichtbaren Dinge weitergehen“. Seine neusten Werke bestehen vermehrt aus Wandmalereien, die zuletzt u. a. in der Kunsthalle Bielefeld zu sehen waren. Dabei legt Wagner den Fokus auf die Raumintervention, die auf die vorhandene Ausstellungsarchitektur eingeht und diese in ihrer räumlichen Erfahrbarkeit verändert.
Alexander Wagner wird von der Galerie RaebervonStenglin in Zürich vertreten. Er lebt und arbeitet in Berlin.

## Ausstellungen (Auswahl)
- 2013: Warp & Weft, mit Sylvie Fleury, Spazio Cabinet, Mailand, Italien.
- 2013: Auf Zeit, Wandbilder, Bildwände, Kunsthalle Bielefeld, Bielefeld, Deutschland.
- 2013: Galeri Mana, Istanbul, Türkei.
- 2012: RaebervonStenglin, Zürich, Schweiz.
- 2011: Natural Flavor, Ricou Gallery, Brussels, Belgien.
- 2011: Broken Umbrellas, Laurel Gitlen, New York, USA.
- 2011: Killing the system softly, Galleria Antonio Ferrara, Reggio Emilia, Italien.
- 2010: RaebervonStenglin, Zürich, Schweiz.
- 2010: Ins Blickfeld gerückt, Institut français, Berlin, Deutschland.
- 2009: INSERT, zum Zeichnerischen, Jet, Berlin, Deutschland.
- 2009: Access All Areas, a drawing exhibition, Galerie Max Hetzler, Berlin, Deutschland.
- 2009: Form versus Function, Stipendiaten der Karl Hofer Gesellschaft, Haus am Kleistpark, Berlin, Deutschland.
- 2008: mustern, SOX, Berlin, Deutschland.
- 2007: Alexander Wagner, NBKstudio (Neuer Berliner Kunstverein), Berlin, Deutschland.

## Stipendien
- 2009: Katalogstipendium des Berliner Senats
- 2008–2010: Atelierstipendium der Karl Hofer Gesellschaft e.V.

## Auszeichnungen
- 2010: New Entries Guido Carbone Preis, ARTISSIMA 17, Turin, Italien.

## Publikationen
- 2013: Alexander Wagner, Galeri Mana, monografic catalogue, Istanbul, Türkei.
- 2009: Alexander Wagner, Revolver VVV, monografic catalogue, Berlin, Deutschland.